# Sebastián Palacios
Sebastián Alberto Palacios (Alberdi, Tucumán, 20 de janeiro de 1992) é um futebolista argentino que atua como atacante. Atualmente joga pelo Talleres. 

## Títulos
Boca Juniors
- Campeonato Argentino: 2015
- Copa da Argentina: 2014–15

Panathinaikos
- Copa da Grécia: 2021–22,[1] 2023–24

Talleres
- Supercopa Internacional: 2023

### Prêmios individuais
- Jogador da temporada do Panathinaikos: 2021–22
- Melhor jogador estrangeiro do Campeonato Grego: 2021–22
- Jogador do mês do Campeonato Grego: fevereiro de 2022, março de 2022
- Time da temporada do Campeonato Grego: 2021–22